# Boriš
Boriš, do roku 1948 Borisalaš (maďarsky Boriszállás) je malá osada v Chorvatsku v Bjelovarsko-bilogorské župě, spadající pod opčinu Končanica. Nachází se asi 11 km severozápadně od Daruvaru. V roce 2011 zde žilo 8 obyvatel. V roce 1991 bylo 60,46 % obyvatel (26 z tehdejších 43 obyvatel) české národnosti.

## Sousední sídla
| Růžice kompasu | Daruvarski Brestovac | Daruvarski Brestovac | Končanica | Růžice kompasu |
| Růžice kompasu | Daruvarski Brestovac | Sever                | Končanica | Růžice kompasu |
| Růžice kompasu | Daruvarski Brestovac | Boriš                | Končanica | Růžice kompasu |
| Růžice kompasu | Daruvarski Brestovac | Jih                  | Končanica | Růžice kompasu |
| Růžice kompasu | Daruvarski Brestovac | Daruvarski Brestovac | Končanica | Růžice kompasu |